# Пташка на дроті
Пташка на дроті (англ. Bird on a Wire) — американський комедійний бойовик 1990 року.

## Сюжет
Рік Джармін живе таємним життям за спеціально розробленою ФБР програмою захисту свідків. П'ятнадцять років тому він дав свідчення проти поліцейського, що промишляв торгівлею наркотиками. Злочинець, який відсидів свій термін, вирішує помститися і починає полювання на Джарміна. Випадково Рік стикається з Меріенн Грейвз, своєю колишньою нареченою. Меріенн впізнає його, що полегшує завдання вбивцям. Тепер колишнім коханим разом належить рятуватися від злодіїв, але саме це допомагає їм повернути втрачену любов.

## У ролях
| Актор                | Роль            |
| -------------------- | --------------- |
| Мел Гібсон           | Рік Джармін     |
| Ґолді Гоун           | Меріенн Грейвз  |
| Девід Керрадайн      | Юджин Соренсон  |
| Білл Дьюк            | Альберт Дигс    |
| Стівен Тоболовскі    | Джо Вейбурн     |
| Джоан Северанс       | Рейчел Варней   |
| Гаррі Цезар          | Марвін          |
| Джефф Корі           | Лу Берд         |
| Алекс Бруханські     | Роун            |
| Джон Пайпер-Фергюсон | Джеймі          |
| Клайд Кусацу         | містер Такавакі |
| Джексон Девіс        | Пол Бернард     |
| Флоренс Петтерсон    | Моллі Берд      |
| Тім Гілі             | Пол             |
| Вес Тріттер          | Скотті          |
| Лоссен Чемберс       | Лоссен          |
| Кен Камру            | Нефф            |
| Венді Ван Різен      | секретар        |
| Леслі Івен           | ресепшн         |
| Роберт Меткалф       | Декс            |
| Кевін Макналті       | Бред            |